# Bohuslavice (Šumperki járás)
Bohuslavice település Csehországban, Šumperki járásban. Bohuslavice Dubicko, Lukavice, Mohelnice, Třeština, Zvole és Hrabová településekkel határos. Lakosainak száma 497 fő (2024. január 1.).

## Népesség
A település lakosságának változását az alábbi diagram mutatja:
| Lakosok száma | 556  | 557  | 555  | 448  | 464  | 470  | 515  | 516  | 507  | 497  |
|               | 1869 | 1890 | 1921 | 1950 | 1980 | 2001 | 2017 | 2019 | 2022 | 2024 |